# Grand Prix des Amériques 1992
La 5e édition du Grand Prix des Amériques, renommé cette année-là Grand Prix Téléglobe, a lieu le 4 octobre 1992. Remportée par l'Espagnol Federico Echave, de l'équipe CLAS-Cajastur, elle est la neuvième, épreuve de la Coupe du monde.

## Classement final
| Pos. | Cycliste             | Équipe          | Temps           |
| ---- | -------------------- | --------------- | --------------- |
| 1    | Federico Echave      | CLAS-Cajastur   | 5 h 50 min 59 s |
| 2    | Davide Cassani       | Ariostea        | m.t.            |
| 3    | Luc Leblanc          | Castorama       | m.t.            |
| 4    | Thomas Wegmüller     | Festina-Lotus   | + 18 s          |
| 5    | Frank Van Den Abeele | Lotto-Mavic     | + 36 s          |
| 6    | Laurent Jalabert     | Once            | + 44 s          |
| 7    | Maurizio Fondriest   | Panasonic       | m.t.            |
| 8    | Luc Roosen           | Tulip Computers | m.t.            |
| 9    | Rolf Sørensen        | Ariostea        | m.t.            |
| 10   | Erik Dekker          | Buckler         | m.t.            |